# Juniorlag
Juniorlag är beteckning på de lag en idrottsförening för yngre spelare som ännu inte uppnått seniornivå inom lagsporter. Normalt betecknas en spelare som juniorspelare mellan 18 och 19 års ålder, dessförinnan betecknas spelaren som ungdomsspelare. De flesta idrottsförbund har regelbundna tävlingar för juniorlag i form av serie eller cup på motsvarande sett som seniorlag.
Enligt Svenska fotbollförbundets tävlingsregler betecknas en spelare som junior först från och med det kalenderår spelaren fyller 18 år till och med det kalenderår spelaren fyller 19 år, dessförinnan betcknas spelaren som ungdomsspelare till och med det kalenderår spelaren fyller 17 år.